# Raúl Padilla López
Raúl Padilla López (Guadalajara, Jalisco; 3 de mayo de 1954 - Guadalajara, 2 de abril de 2023) fue un catedrático, académico y político mexicano. Fue el líder de un grupo político que tenía el control de la Universidad de Guadalajara (UdeG), de la que fue rector entre 1989 y 1995.
También fue presidente de la Feria Internacional del Libro de Guadalajara, del Festival Internacional de Cine de Guadalajara, así como de las instancias vinculadas con la misma Universidad, como el Consejo Directivo de la Fundación Universidad de Guadalajara A. C., el Patronato del Festival Internacional de Cine de Guadalajara, A. C. (ficg) y, a partir de 2008, la Fundación de la Universidad de Guadalajara en Estados Unidos de América. En 1995 asistió al Festival de Cannes, Francia; y del 12 de mayo de 2014 a julio de 2015 fue presidente del Club Leones Negros de la Universidad de Guadalajara.

## Biografía
Raúl Padilla López nació el 3 de mayo de 1954 en Guadalajara, Jalisco. Proviene de una familia de políticos. Su padre fue Raúl Padilla Gutiérrez, político y abogado. Su madre era Abigail López de Padilla, profesora y literata. Su hermano, José Trinidad, también se desempeñó como rector de la UdeG, y también fue diputado local y federal.
Su hermana, Laura, se jubiló como profesora de una preparatoria de la UdeG. Dos medios hermanos suyos, Adriana Padilla Montes y Luis Gustavo Montes, también están asociados a la UdeG.
El 28 de diciembre de 1972, su padre, Raúl Padilla Gutiérrez, se suicidó en su oficina, ubicada en el 203 de la avenida Vallarta 1286.

### Estudios
Raúl Padilla hizo estudios en el Colegio Cervantes. Realizó sus estudios de educación media superior en la Escuela Preparatoria para Trabajadores “Licenciado José Parres Arias”, y su formación como historiador en la Facultad de Filosofía y Letras de la Universidad de Guadalajara. Recibió su título como Licenciado en historia en 1977.
Durante su formación académica, comenzó su formación política en la Federación de Estudiantes de Guadalajara.

### Trayectoria profesional
En la UdeG, Padilla se desempeñó en distintos puestos. En 1979 fue el director del Departamento de Intercambio Académico. En 1984 fungió como Director del Departamento de Investigación Científica y Superación Académica y en 1987 fue el presidente del Consejo de Administración de la FIL.
Más adelante, después de su gestión como rector (1989-1995), se le designó como integrante de la Academia de Ciencias Políticas en 2006.

### Feria Internacional del Libro de Guadalajara
En 1987, la UdeG inauguró la Feria Internacional del Libro de Guadalajara (FIL). Raúl Padilla López fungió como presidente de la FIL desde sus inicios.

### Rectoría en la Universidad de Guadalajara
Raúl Padilla fue el rector número 43 de la Universidad de Guadalajara del 1 de abril de 1989 al 31 de marzo de 1995. La UdeG señala que durante su gestión, se realizó una reforma universitaria que le dio prioridad a los aspectos académicos. Asimismo se realizó un Plan de Desarrollo Institucional, se reformó la Ley Orgánica, entre otros aspectos legales. Juan Carlos Romero Hicks señala que Padilla logró un modelo académico descentralizado en la universidad, hizo que terminara una pugna con la Universidad Autónoma de Guadalajara (UAG), se consolidaron grupos de investigación, se generó una internacionalización de los proyectos culturales (FIL y festival de cine), y un impulso para la autonomía de la universidad.

### Carrera política
Raúl Padilla tuvo diversas afiliaciones políticas. Fue parte del Partido Revolucionario Institucional (PRI) y también tuvo el control del Partido de la Revolución Democrática (PRD) en Jalisco. Asimismo, durante la campaña presidencial de Ricardo Anaya en 2018, fue su coordinador de cultural.
El equipo de Raúl Padilla, bajo su mando, fundó el Grupo Universidad, una estructura de poder en Jalisco que tenía influencia sobre decisiones gubernamentales y en política pública, a través de personajes que lograban entrar a organismos públicos, como la Comisión Estatal de Derechos Humanos, el congreso, el poder judicial, ayuntamientos, etc.
En el 2020, fundó un partido político local en Jalisco, denominado Hagamos, el cual fue realizado en oposición al gobierno del Enrique Alfaro Ramírez, con quien antes era aliado.

### Fallecimiento
Raúl Padilla tenía problemas de salud, que se remontaban al menos 2 años antes de su muerte. Sus dolencias se habrían agravado en febrero de 2023, durante su viaje a España en el que recibió el Premio Escribidores a la Gestión Cultural, por parte de la Cátedra Vargas Llosa.
El 2 de abril de 2023, a los 68 años, Padilla fue encontrado muerto en su domicilio particular en la calle Tepatitlán de la colonia Vallarta Poniente, con un arma de fuego al lado y una carta póstuma. Esto fue informado por la Fiscalía del Estado de Jalisco. Su hermano José Trinidad señaló que no era necesario investigar la muerte de Raúl Padilla, pues se trataba de un suicidio. Días más tarde se publicó el contenido de las cartas que envió a su hija, a su esposa, a Ricardo Villanueva (rector de la UdeG) y a su hermano, Trino Padilla. En el mensaje habría dicho “Ya no les sirvo así, les ayudo más yéndome”.
El 4 de abril se realizó un homenaje de cuerpo presente en el edificio Paraninfo de la Universidad de Guadalajara. En el acto estuvieron presentes funcionarios, autoridades universitarias, familiares y amigos de Raúl Padilla.

## Premios y condecoraciones
- 2006, Ingresó a la Academia de Ciencias Políticas de la UdeG.[18]
- 2007, Condecorado con la Cruz de Sant Jordi, por el gobierno de Cataluña.[18]
- 2012, Caballero de la Legión de Honor, por parte de la República Francesa.[19]
- 2013, Patrono de la Biblioteca Virtual Miguel de Cervantes.[19]
- 2016, Medalla al mérito educativo y cultural del Instituto Cultural México Norteamericano de Jalisco.[19]
- 2016, Embajador del Tequila de la Cámara Nacional de la Industria Tequilera.[19]
- 2023, Premio Escribidores a la Gestión Cultural de la Cátedra Vargas Llosa.[20]

## Controversias
Aunque la rectoría de Raúl Padilla en la Universidad de Guadalajara (UdeG) sólo duró 6 años (1989-1995), se considera que se convirtió en el líder de un grupo político que tiene el control de la universidad, poniendo a rectores bajo su mando, incluyendo a familiares, como su hermano José Trinidad. El presidente Andrés Manuel López Obrador cuestionó esto, señalando que en la UdeG no había democracia, y diciendo que, tanto desde el gobierno federal como el estatal, Raúl Padilla era un "cacique universitario".
Padilla controló la UdeG a través de cinco personajes allegados a él, así como con el control del sindicato de maestros, el sindicato de personal administrativo y la Federación de Estudiantes (FEU). También realizaba los nombramientos de los directivos de las preparatorias y los centros académicos. Entre los personajes que seguían bajo el mando de Raúl Padilla, estaban su hermano José Trinidad (rector entre 2001 y 2006); Bravo Padilla (rector entre 2013 y 2018), y José Alfredo Peña Ramos.
Carlos Briseño Torres, rector de 2007 a 2008, fue un personaje allegado a Raúl Padilla; sin embargo, rompió con este (tras destituirlo del Centro Cultural Universitario). Ante estas acciones, y las protestas, Briseño Torres fue destituido como rector. En noviembre de 2009 fue encontrado muerto, tras lesionarse a sí mismo con un arma de fuego.
El control de la infraestructura cultural y las empresas universitarias, del 'padillismo', tenían presupuestos que impactaron las finanzas de la UdeG. En 12 años (de 2010 a 2022), el grupo de Padilla López controló un presupuesto de 7,787 millones de pesos, con un gasto anual de unos 599 millones. Sin embargo, durante el mismo lapso de tiempo, unos 609,616 jóvenes fueron rechazados de la UdeG para ingresar a alguna de las licenciaturas, lo que implica un 59,22% del total de aspirantes.
Raúl Padilla López fundó un partido político local en 2020, denominado Hagamos. Este partido estaba financiado con aportaciones económicas de 13 estructuras de la Universidad de Guadalajara. El partido recibió recursos del Centro Universitario de los Altos, la Oficina del Abogado General, la Coordinación de Servicios Estudiantiles, el Centro Universitario de los Lagos, el Centro Universitario de Ciencias Sociales y Humanidades, la Federación de Estudiantes Universitarios (FEU), el Hospital Civil de Guadalajara, entre otros.